# Гавриїл (Кременецький)
Митрополит Гавриїл (також Григо́рій Фе́дорович Кремене́цький; 1707, Носівка, Київський полк — 9 серпня 1783, Київ) — український релігійний діяч на Гетьманщині, у Татарстані та Естонії.
Єпископ синодальної Православної російської церкви, митрополит Київський і Галицький (з 1770 по 1783 рр.). Учасник ліквідації монастирів у часи московської імператриці Катерини II.

## Життєпис
Народився у родині міського старшини. Вихованець Київської духовної академії. Особисто допомагав відбудові академії після пожежі 1705 р. Також створив потужний грошовий фонд для навчання бідних українців у Києво-Могилянській академії (54,000 рублів).

### Духовна кар'єра
- З 1736 р. - у Санкт-Петербурзі, де стає викладачем Олександро-Невської семінарії.
- 1739 р. прийняв чернечий постриг, префект Олександро-Невської семінарії.
- 1748 р. — архімандрит Новоспаського монастиря, стає членом Святійшого Синоду РПЦ.
- 1749 р. — єпископ Коломенський та Каширський РПЦ.
- 1755 р. — єпископ Казанський РПЦ (Татарстан).
- 1762 р. — призначений єпископом Санкт-Петербурзьким і Шлісельбурзьким, член комісії з церковного майна. Архієпископ
- 1764 р. — мав титул архієпископа Санкт-Петербурзького і Ревельського (Таллінського).
- 1770 р. — митрополит Київський і Галицький РПЦ.

Після повернення на Гетьманщину, митрополит Гавриїл узявся за так званих мандрівних дяків — посутню прикмету українського духовного життя:
| Митрополит Гавриїл Кременецький у 1771 р. розіслав указ, в якому зазначалося: «В епархии киевской школьники разного звания, люди с места на место бродят и по имеющимся церквам избам, так называемым школам, приставая, тунеядством кормятся, и не токмо никакой пользы обществу не приносят, но паче разными своими безчиниями вред и соблазн причиняют, а через таковых своевольных бродяг на церковнослужителей настоящих и постоянных напрасное наносится нарекание» |
Митрополит суворо заборонив тримати при церквах зайвих, «праздношатающихся» студентів, особливо із різночинців, та визначив штат — по два дяки на одного священника і не більше шести на «трехпричетный приход».
Серед контраверсійних вчинків — активна участь у суді над святителем Арсенієм (Мацеєвичем), при чому Гавриїл особисто забрав у нього митрополичий кийок.
Похований у склепі Київського Софійського собору.
| У південній частині собору під Успенським вівтарем (колишньою давньоруською зовнішньою галереєю), за митрополита Рафаїла Заборовського (1731-1747 рр.) було влаштовано великий склеп, в якому один за іншим почили шість митрополитів: Рафаїл Заборовський (1747), Арсеній Могилянський (1770), Гавриїл Кременецький (1783), Самуїл Миславський (1796), Ієрофей (Малицький) (1799) і Серапіон (Александровський) (1824). |